# Polyyn
Polyyn er betegnelsen for et kemisk stof, en carbonforbindelse, med flere trippelbindinger, ofte konjugerede, dvs. skiftevis trippelbindinger og enkeltbindinger. 
Polyyner kaldes også polyacetylener, en benævnelse, der dog også anvendes om syntetiske polymerer polyener.
I gulerod og ginseng findes polyacetylener som falcarinol, et toxin, der beskytter roden mod svampeangreb. I forsøg har man vist at polyacetylener har en positiv virkning mod inflammation og cancer. Sandeltræ-ordenen indeholder også polyacetylener.